# Патрік Беверлі
Патрік Беверлі (англ. Patrick Beverley, нар. 12 липня 1988, Чикаго, Іллінойс, США) — американський професіональний баскетболіст, розігруючий захисник команди НБА «Лос-Анджелес Кліпперс». 

## Ігрова кар'єра

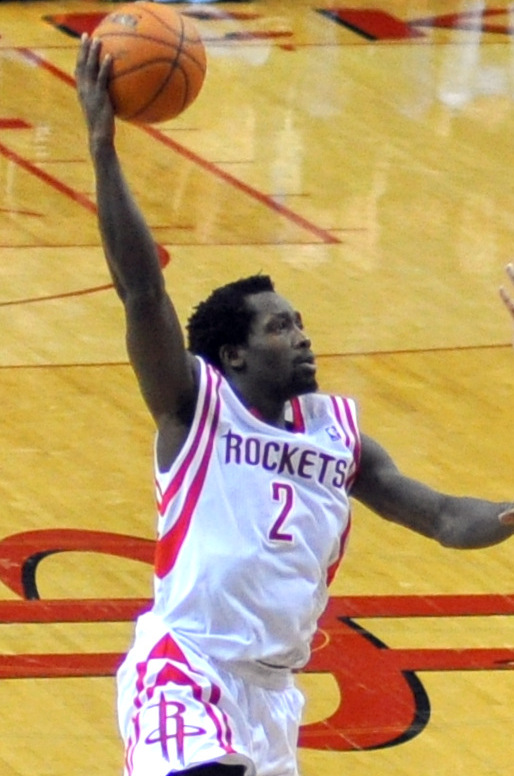
Беверлі у грі за Х'юстон, 2014

Починав грати у баскетбол у команді старшої школи Джон Маршалл Метрополітан (Чикаго, Іллінойс). У випускному класі був лідером у штаті за результативністю, набираючи 37,3 очка за матч та був названий одним з двох найкращих гравців Іллінойсу. На університетському рівні грав за команду Арканзас (2006–2008). На першому курсі був названий найкращим новачком конференції. У 2008 році через проблеми з навчанням не зміг продовжити ігрову студентську кар'єру.
Професійну кар'єру розпочав 2008 року виступами у складі української команди «Дніпро», за яку відіграв один сезон. Зіграв у матчі всіх зірок УБЛ та переміг у конкурсі слем-данків. У 46 матчах за «Дніпро» набирав 16,7 очка, 7 підбирань та 3,6 асиста.
2009 року був обраний у другому раунді драфту НБА під загальним 42-м номером командою «Лос-Анджелес Лейкерс». На наступний день після драфту «Маямі Гіт» оголосили про придбання прав на гравця в обмін на майбутній драфт-пік та готівку.
Того ж року підписав контракт з грецьким клубом «Олімпіакос», з яким виграв Кубок Греції та дійшов до фіналу Євроліги.
У січні 2011 року перейшов до складу російського «Спартака» (Санкт-Петербург).
Виступи в НБА розпочав 2013 року у складі команди «Х'юстон Рокетс», кольори якої захищав протягом наступних 4 сезонів. У червні 2014 року був включений до Другої збірної всіх зірок захисту. У лютому 2015 року переміг у Конкурсі вмінь під час Зіркового вікенду.
31 березня 2016 року провів найрезультативніший матч у кар'єрі, набравши 22 очки проти «Чикаго Буллз». 2 квітня 2017 року оновив цей показник до 26 очок у матчі проти «Фінікс Санз». Того ж року вперше у кар'єрі був включений до Першої збірної всіх зірок захисту.
28 червня 2017 року став гравцем «Лос-Анджелес Кліпперс», куди разом з Семом Деккером, Дарруном Гілліардом, Деандре Ліггінсом, Монтрезлом Гарреллом, Лу Вільямсом та Кайлом Вілчером перейшов у обмін на Кріса Пола. Зігравши 11 матчів, травмувався та вибув до кінця сезону.
12 липня 2019 року уклав нову угоду з клубом терміном на три роки.
16 серпня 2021 року разом з Деніелем Отуру та Реджоном Рондо перейшов до «Мемфіс Гріззліс» в обмін на Еріка Бледсо. Через дев'ять днів «Мемфіс» обміняв його до «Міннесоти» на Джарретта Калвера та Хуана Ернангомеса.

6 липня 2022 року був обміняний до «Юти», а 25 серпня перейшов до «Лос-Анджелес Лейкерс» в обмін на Стенлі Джонсона та Тейлена Гортон-Такера.

## Статистика виступів

### Регулярний сезон
| Сезон             | Команда                 | GP  | GS  | MPG  | FG%  | 3P%  | FT%  | RPG | APG | SPG | BPG | PPG  |
| ----------------- | ----------------------- | --- | --- | ---- | ---- | ---- | ---- | --- | --- | --- | --- | ---- |
| 2012–13           | «Х'юстон Рокетс»        | 41  | 0   | 17.4 | .418 | .375 | .829 | 2.7 | 2.9 | .9  | .5  | 5.6  |
| 2013–14           | «Х'юстон Рокетс»        | 56  | 55  | 31.3 | .414 | .361 | .814 | 3.5 | 2.7 | 1.4 | .4  | 10.2 |
| 2014–15           | «Х'юстон Рокетс»        | 56  | 55  | 30.8 | .383 | .356 | .750 | 4.2 | 3.4 | 1.1 | .4  | 10.1 |
| 2015–16           | «Х'юстон Рокетс»        | 71  | 63  | 28.7 | .434 | .400 | .682 | 3.5 | 3.4 | 1.3 | .4  | 9.9  |
| 2016–17           | «Х'юстон Рокетс»        | 67  | 67  | 30.7 | .420 | .383 | .768 | 5.9 | 4.2 | 1.5 | .4  | 9.5  |
| 2017–18           | «Лос-Анджелес Кліпперс» | 11  | 11  | 30.4 | .403 | .400 | .824 | 4.1 | 2.9 | 1.7 | .5  | 12.2 |
| 2018–19           | «Лос-Анджелес Кліпперс» | 78  | 49  | 27.4 | .407 | .397 | .780 | 5.0 | 3.8 | .9  | .6  | 7.6  |
| 2019–20           | «Лос-Анджелес Кліпперс» | 51  | 50  | 26.3 | .431 | .388 | .660 | 5.2 | 3.6 | 1.1 | .5  | 7.9  |
| 2020–21           | «Лос-Анджелес Кліпперс» | 37  | 34  | 22.5 | .423 | .397 | .800 | 3.2 | 2.1 | .8  | .8  | 7.5  |
| 2021–22           | «Міннесота Тімбервулвз» | 58  | 54  | 25.4 | .406 | .343 | .722 | 4.1 | 4.6 | 1.2 | .9  | 9.2  |
| Усього за кар'єру | Усього за кар'єру       | 526 | 438 | 27.4 | .414 | .378 | .756 | 4.3 | 3.5 | 1.1 | .5  | 8.8  |

### Плей-оф
| Сезон             | Команда                 | GP | GS | MPG  | FG%  | 3P%  | FT%   | RPG | APG | SPG | BPG | PPG  |
| ----------------- | ----------------------- | -- | -- | ---- | ---- | ---- | ----- | --- | --- | --- | --- | ---- |
| 2013              | «Х'юстон Рокетс»        | 6  | 5  | 33.3 | .431 | .333 | 1.000 | 5.5 | 2.8 | 1.2 | .7  | 11.8 |
| 2014              | «Х'юстон Рокетс»        | 6  | 6  | 33.7 | .380 | .318 | .700  | 4.2 | 1.8 | .5  | .3  | 8.7  |
| 2016              | «Х'юстон Рокетс»        | 5  | 5  | 25.8 | .270 | .214 | 1.000 | 4.4 | 2.2 | .4  | .4  | 5.8  |
| 2017              | «Х'юстон Рокетс»        | 11 | 11 | 29.5 | .413 | .404 | .786  | 5.5 | 4.2 | 1.5 | .2  | 11.1 |
| 2019              | «Лос-Анджелес Кліпперс» | 6  | 6  | 32.5 | .426 | .433 | .750  | 8.0 | 4.7 | 1.0 | 1.0 | 9.8  |
| 2020              | «Лос-Анджелес Кліпперс» | 8  | 8  | 20.8 | .513 | .364 | .500  | 4.1 | 2.4 | 1.0 | .4  | 6.3  |
| 2021              | «Лос-Анджелес Кліпперс» | 17 | 7  | 19.0 | .426 | .351 | .857  | 2.4 | 1.4 | .7  | .7  | 4.9  |
| 2022              | «Міннесота Тімбервулвз» | 6  | 6  | 32.3 | .429 | .346 | .682  | 3.2 | 4.8 | 1.2 | 1.3 | 11.0 |
| Усього за кар'єру | Усього за кар'єру       | 42 | 41 | 29.0 | .409 | .366 | .796  | 5.3 | 2.8 | 1.0 | .5  | 9.1  |